# Angelus TV
Angelus TV fue un canal de televisión católico portugués fundado en 2017 en la ciudad de Fátima, en Portugal. La sede de la estación de televisión se encontraba en las proximidades del Santuario de Nuestra Señora de Fátima, en la Cova da Iria, a partir del cual transmitía varias celebraciones diarias.
El canal emitía en las plataformas MEO, NOS y Vodafone. Tenía una programación diversificada, pero con una profunda base religiosa católica.
El papa Francisco concedió una bendición apostólica al canal de televisión Angelus TV tras una petición enviada por la directora de esta estación, Sandra Dias.

## Programas en emisión
- Ángelus del papa (Ciudad del Vaticano)
- Catequesis del papa (Ciudad del Vaticano)
- Magazine de la Iglesia en el Mundo
- Misa de la Basílica de Nuestra Señora del Rosario (Fátima)
- Procesión de velas del Santuario de Fátima (Fátima)
- Santo Rosario de la Capilla de las Apariciones (Fátima)
- Secreto de los Sabores (Programa de cocina)
- Entre otros más...